# Almadina
Almadina es un municipio brasileño del estado de Bahía. Su población estimada en 2007 es de 6.604 habitantes. La ciudad es rodeada por lindas sierras típicas de la Mata Atlántica.